# کوزالان (سولواووا)
کوزالان (به ترکی استانبولی: Kuzalan) یک منطقهٔ مسکونی در ترکیه است که در سولواووا واقع شده‌است.